# Matchbox (musikgrupp)
Matchbox är en brittisk rockabillygrupp som bildades 1971. Gruppen är mest känd för låten "Rockabilly Rebel" från 1979 som den svenska musikern Eddie Meduza gjort en cover på.

## Medlemmar
Originalmedlemmar
- Wiffle Smith – sång (1971–1977)
- Ian "Houndog" Terry – saxofon (1971–1975)
- Fred Poke - basgitarr, sång (1971–1981, 1995–)
- Jimmy Redhead – trummor (1971–1975, 1978–)

Nuvarande medlemmar
- Fred Poke – basgitarr, sång (1971–1981, 1995–)
- Jimmy Redhead – trummor (1971–1975, 1978–)
- Steve Boomfield – gitarr, steelgitarr, mandolin, munspel, sång (1976–1981, 1995–)
- Graham Fenton – sång, gitarr (1977–)
- Gordon Scott – gitarr (1978–)

Övriga medlemmar
- Rusty Lupton – piano, keyboard, gitarr (1976–1978)
- Wild Bob Burgos – trummor (1976–1978)
- Gordon Waters – sång (1978–1980)
- Dick Callan – gitarr, saxofon, fiol (1981–198?)
- Brian Hodgson – basgitarr (1982–198?)
- Gerry Hogan – steelgitarr (1985–198?)

## Diskografi
Studioalbum
- Riders in the Sky (1976)
- Settin' the Woods on Fire (1978)
- Matchbox (1979)
- Rockabilly Rebel (1979)
- Midnite Dynamos (1980)
- Flying Colours (1981)
- Crossed Line (1982)
- Going Down Town (1985)
- I'm Comin' Home (1998)

Livealbum
- Live in Bristol 1978 (2010)

Samlingsalbum
- The Platinum Collection (2005)

Singlar
- "Rock'n'Roll Band" (1975)
- "Please Don't Touch" (1976)
- "Only Wanna Rock" (1977)
- "Rock Rollin' Boogie" (1978)
- "Rockabilly Rebel" (1979) - (UK #18)
- "Buzz Buzz a Diddle It" (1980) - (UK #22)
- "Midnite Dynamos" (1980) (UK #14)
- "When You Ask About Love" (1980) (UK #4)
- "Over The Rainbow - You Belong to Me (medley)" (1980) (UK #15)
- "Back Here In Boston" (1980)
- "Matchbox" (1980)
- "Babe's in the Wood" (1981) (UK #46)
- "Love's Made a Fool of You" (1981) (UK #63)
- "Angels On Sunday" (1981)
- "One More Saturday Night" (1982) (UK #63)
- "24 Hours" (1982)
- "Riding The Night" (1982)
- "I Want Out" (med Kirsty MacColl) (1983)